# Onithochiton discrepans
Onithochiton discrepans är en blötdjursart som beskrevs av Hedley och Hull 1912. Onithochiton discrepans ingår i släktet Onithochiton och familjen Chitonidae. Inga underarter finns listade i Catalogue of Life.